# Draksal Fachverlag
Der Draksal Fachverlag hat sich auf die Experten-Laien-Kommunikation spezialisiert.

## Geschichte
Der Draksal Fachverlag wurde im Januar 1997 als Einzelunternehmen gegründet. Im Jahre 2009 folgte die Umfirmierung in eine GmbH. Sitz des Verlages ist Leipzig.
Der Verlag ist Mitglied im Börsenverein des Deutschen Buchhandels.

## Tätigkeit
Wissenschaftliches Fachwissen ist für Fachfremde und Einsteiger aufgrund des verwendeten Wortschatzes und als bekannt vorausgesetzter Sinnzusammenhänge schwierig zu verstehen. Der Draksal Fachverlag setzt belletristische Stilmittel wie Spannungsbogen, Metaphern, Wortspiele und einen Protagonisten als Identifikationsfigur ein, um seine Sachbücher allgemeinverständlich aufzubereiten.
Die Veröffentlichungen des Draksal Fachverlags finden als Einstiegswerke zu einem bestimmten Thema in wissenschaftlichen Bibliotheken Verbreitung, z. B. Das Lexikon der Mentaltechniken (Psychologie/Angewandte Psychologie), Handbuch Vibrationstraining (Sportwissenschaft/Medizin), Mit mentaler Wettkampfvorbereitung zum Erfolg (Sportpsychologie), Ich bin dann mal schlank (Ernährungswissenschaft).